# Fonsagrada
Fonsagrada (galicisk: A Fonsagrada) er en by og kommune i det nordvestlige Spanien i provinsen Lugo. Den har et indbyggertal på 3.116 (2024) indbyggere.